# Вільянуева-де-Сіхена
Вільянуева-де-Сіхена (ісп. Villanueva de Sigena) — муніципалітет в Іспанії, у складі автономної спільноти Арагон, у провінції Уеска. Населення — 512 осіб (2009).
Муніципалітет розташований на відстані близько 340 км на північний схід від Мадрида, 60 км на південний схід від Уески.

## Демографія
Динаміка населення (INE ):

## Відомі люди
- Мігель Сервет — іспанський лікар і теолог.